# Gonatodes ligiae
Espèce
Gonatodes ligiae, est une espèce de geckos de la famille des Sphaerodactylidae.

## Répartition
Cette espèce se rencontre au Pérou et au Venezuela.

## Publication originale
- Donoso-Barros, 1967 : Diagnosis de dos nuevas especies del género Gonatodes de Venezuela. Noticiario Mensual del Museo Nacional de Historia Natural, Santiago de Chile, vol. 11, n, 129, p. 4-8.